# Baureihe 472
Baureihe 472 - elektryczny zespół trakcyjny produkowany w latach 1974-1984 dla kolei miejskiej w Hamburgu. Wyprodukowano 62 zespoły trakcyjne. Pierwszy zespół wyprodukowano w listopadzie 1974 roku. Ostatni został wyprodukowany w maju 1984 roku. Zostały wyprodukowane do prowadzenia podmiejskich pociągów pasażerskich na zelektryfikowanych liniach kolejki. Elektryczne zespoły trakcyjne malowano na kolor beżowy oraz niebieski.